# Aeroportul Wau
Aeroportul Wau (IATA: WUU, ICAO: HSWW) este un aeroport din Statul Bahr al Ghazal de Vest, Sudanul de Sud.
Situat la o altitudine de 469 m, aeroportul dispune de o singură pistă.